# عجيل الياور
عجيل الياور بن عبد العزيز بن فرحان باشا الجربا سياسي عراقي، وشيخ مشايخ قبائل شمر، كان من كبار رؤساء البادية العراقية، ولد عام 1882م في بادية الجزيرة وتوفي عام 1940م ودفن في مدينة الموصل إنتخب نائباً عن لواء الموصل بالمجلس التأسيسي العراقي عام 1924 م وهو جد غازي الياور أول رئيس للعراق بعد صدام حسين.

## لقب الباشا
قال عباس البغدادي "ولُقب بعض رؤساء العشائر الكبار بلقب الباشا خصوصاً بعد تعيينهم وزراء بدون وزارة ومنهم عجيل باشا السمرمند رئيس عشيرة زبيد وعجيل باشا الياور رئيس شمر جربة وقبله عَمُّهُ فرحان باشا".

## دوره السياسي والوطني
أسهم في ثورة العشرين سنة 1920 ضد الاحتلال البريطاني للعراق متمثلا باحتلال قلعة تلعفر في 4 حزيران 1920 وبالتعاون مع الضباط العراقيين الذين اتجهوا من سوريا إلى العراق آنذاك لتحرير العراق من الاحتلال البريطاني وكان الشيخ عجيل الياور هو أول من دخل تلعفر ومعه بنيان وحاجم وكان الشيخ عجيل قد خلف والده الشيخ عبد العزيز في رئاسة عشائر شمر في سنة 1921.
أمضى في تركيا مدة سنة بعد ثورة العشرين عاد بعدها إلى العراق بعد أن أرسل الملك فيصل الأول رسولاً خاصاً إلى الشيخ عجيل الياور في مضاربه قرب ماردين، فاستجاب الشيخ عجيل وغادر تركيا ووصل بغداد في منتصف آب (أغسطس) 1921 بعد غياب سنة واحدة في سوريا وتركيا، وتوافد وجهاء بغداد وشيوخ العشائر المتنفذون للسلام عليه وحضور المجلس الذي يعقده
انتخب الشيخ عجيل الياور عضوا في المجلس التأسيسي العراقي سنة 1924 عن لواء الموصل وقد اضطلع المجلس بوضع القانون الأساسي أي الدستور.
وحصل على مكانة مرموقة في المجتمع السياسي وأصبح له دور محسوس في الشؤون الوطنية وتمثلت مكانته كشخصية عراقية مهمة حين دعته الحكومة البريطانية في سنة 1937 بصفته الشخصية لحضور احتفالات تتويج الملك جورج السادس والد الملكة اليزابيث الثانية.
وبعد انتهاء احتفالات تتويج الملك جورج السادس عرج الشيخ عجيل على باريس في طريق عودته إلى العراق، فقضى فيها أياماً لمشاهدة معرض باريس الدولي الذي كان منعقداً في تلك الفترة، ويروي الأستاذ مير بصري الذي كان معاوناً لمندوب العراق في ذلك المعرض، أنه رافق الشيخ عجيل خلال إقامته في باريس فوجده رجلاً مهيباً موفور الاحترام، محباً للإطلاع معجباً بالحضارة الغربية، ومستهجناً في الوقت نفسه استهانتها بالأخلاق والعادات الاجتماعية القديمة.
وزار الشيخ عجيل بريطانيا مرة أخرى في سنة 1939 قبيل نشوب الحرب العالمية الثانية بدعوة من حكومتها أيضاً، وربما كان البريطانيون يأملون أن يضمنوا بدعوته ولاء شمر في حال نشوب الحرب مع ألمانيا، فاهتموا به اهتماماً كبيراً، وخلال وجوده في لندن حضر المناورات العسكرية والبحرية، واجتمع بالخبراء الزراعيين.
وصفه المؤرخ العراقي المحامي عباس العزاوي في كتابه عشائر العراق قائلا: «شاهدته امرؤا نظيفا، عاقلا، كاملا، حسن المعاشرة من كل وجه. وقد اتصلت به كثيرا فلم أعثر على ما يمل منه. بل كان هنالك لين الجانب ومجمل ما يسعني أن أقوله هو أنه جامع لصفات العرب النبيلة».وقد أشار المؤرخ العزاوي إلى أن الشيخ عجيل الياور كان واسع الإطلاع على شؤون العشائر وعلى الوقائع والأحكام البدوية.
أما المس بل السكرتيرة الشرقية لدار المندوب السامي البريطاني فقد وصفته في إحدى رسائلها لأمها أنه «انضم إلينا في سنة 1917، ثم انجرف إلى الأتراك، وعاد إلينا مرة أخرى حينما احتللنا الموصل، ثم انجرف مرة أخرى ضدنا، لسبب لم نعرفه قط، وهو طويل القامة يبلغ طوله ست أقدام وأربع بوصات، شخصية رائعة، غريبة، وقوية، ليس في جسمه أونس واحد من الشحم الزائد، ويداه نموذجيتان، وتحت كوفية حمراء تتدلى على صدره أربع جدائل غليظة سوداء من الشعر، وله لحية سوداء مشذبة وقصيرة، مع عباءة ذهبية وقميص قطني أبيض، مزرر إلى الرقبة والرسغين»

## وفاته
وفي يوم الأربعاء 13 تشرين الثاني/ نوفمبر سنة 1940 كان عائداً من الشرقاط إلى الموصل وصادف ذلك اليوم هطول أمطار غزيرة ففاضت الوديان على الطريق وفي وادي المعيبر بين القيارة والشرقاط أراد السائق اجتياز الوادي المنغمر بالمياه ولكن المحرك توقف فطلب الشيخ من السائق والمرافقين النزول من السيارة وعبور الوادي سيراً على الأقدام وتحول هو في مكان السائق في محاولة منه لإخراج السيارة ولكن لم يدور المحرك وأصيب بنوبة قلبية وهو جالس توفي على أثرها وخلفه ابنه الشيخ صفوك.